# Don Pasquale (film)
Don Pasquale è un film del 1940 diretto da Camillo Mastrocinque, adattamento dell'omonima opera di Donizetti. Fece parte della selezione italiana alla Mostra internazionale d'arte cinematografica di Venezia di quell'anno.

## Trama
Nella Roma Settecentesca, Don Pasquale Corneto, avarissimo, desidera che il suo giovane nipote Ernesto, dedito ad una dispendiosa vita mondana, sposi una ricca zitella, sia per risparmiare sulle spese del suo mantenimento che per incrementare il patrimonio di famiglia. Ernesto è però innamorato, ricambiato, di Norina, bella e brillante cantante del teatro della "Pallacorda", ma teme, se la cosa fosse risaputa, di essere diseredato. Di fronte alle sue resistenze, lo zio decide allora di prendere moglie lui stesso e chiede al suo medico, il Dottor Malatesta, di trovargli una ragazza disponibile.
Il Dottore ed Ernesto si mettono d'accordo per proporgli proprio Norina, presentandola come Sofronia, ingenua nipote del medico appena uscita da un educandato. Ma Norina, tutt'altro che ingenua, riesce a fare firmare all'anziano avaro un contratto di nozze che la rende proprietaria di tutti i suoi averi. Nel frattempo Ernesto, per far ingelosire Norina, fa finta di corteggiare Arianna. Quando infine don Pasquale scopre che il contratto matrimoniale non è valido, pur di potersi liberare dei grattacapi e delle spese che la giovane gli sta procurando, acconsente infine al matrimonio tra Ernesto e Norina.

## Realizzazione del film

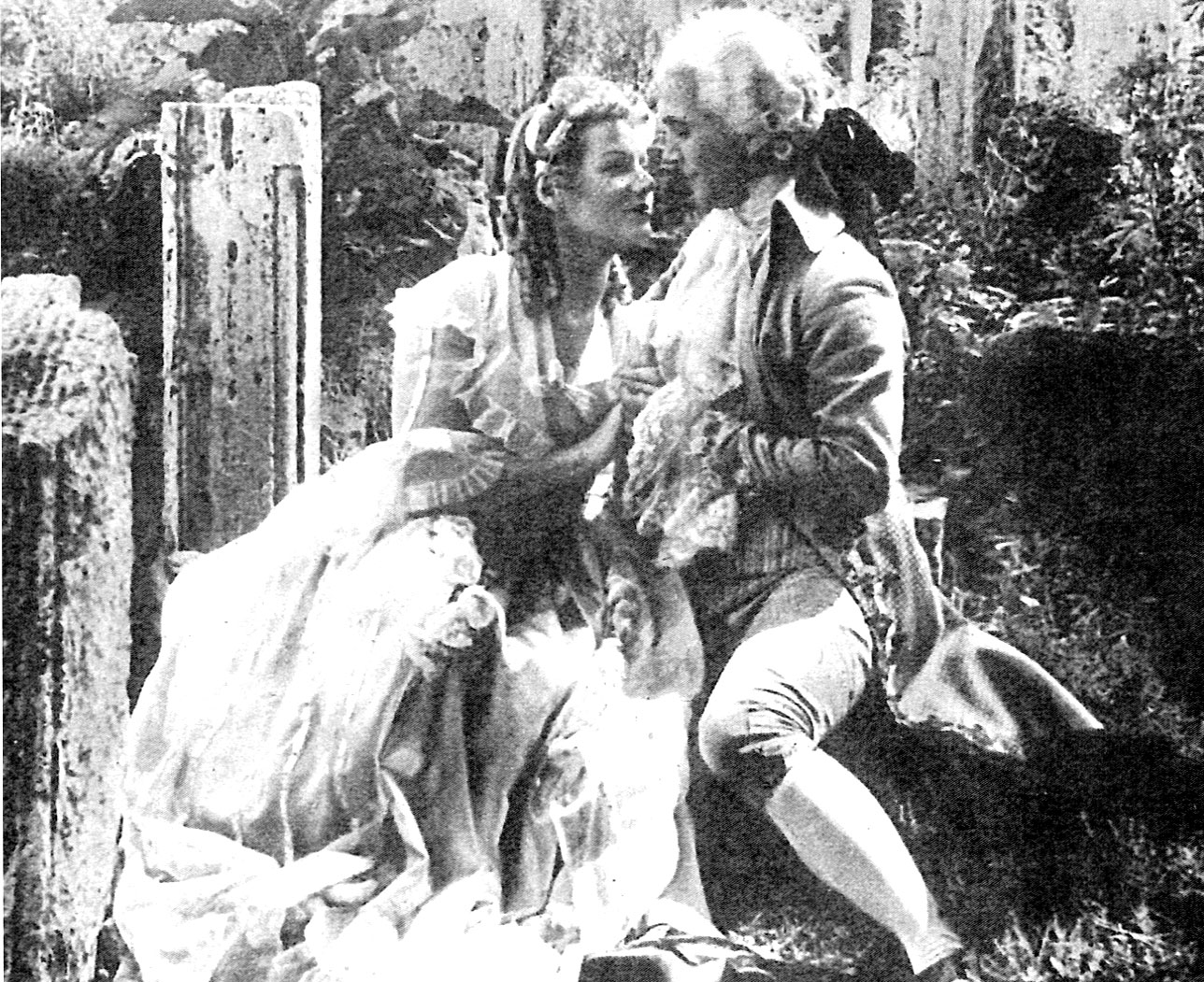
Laura Solari e Maurizio D'Ancora

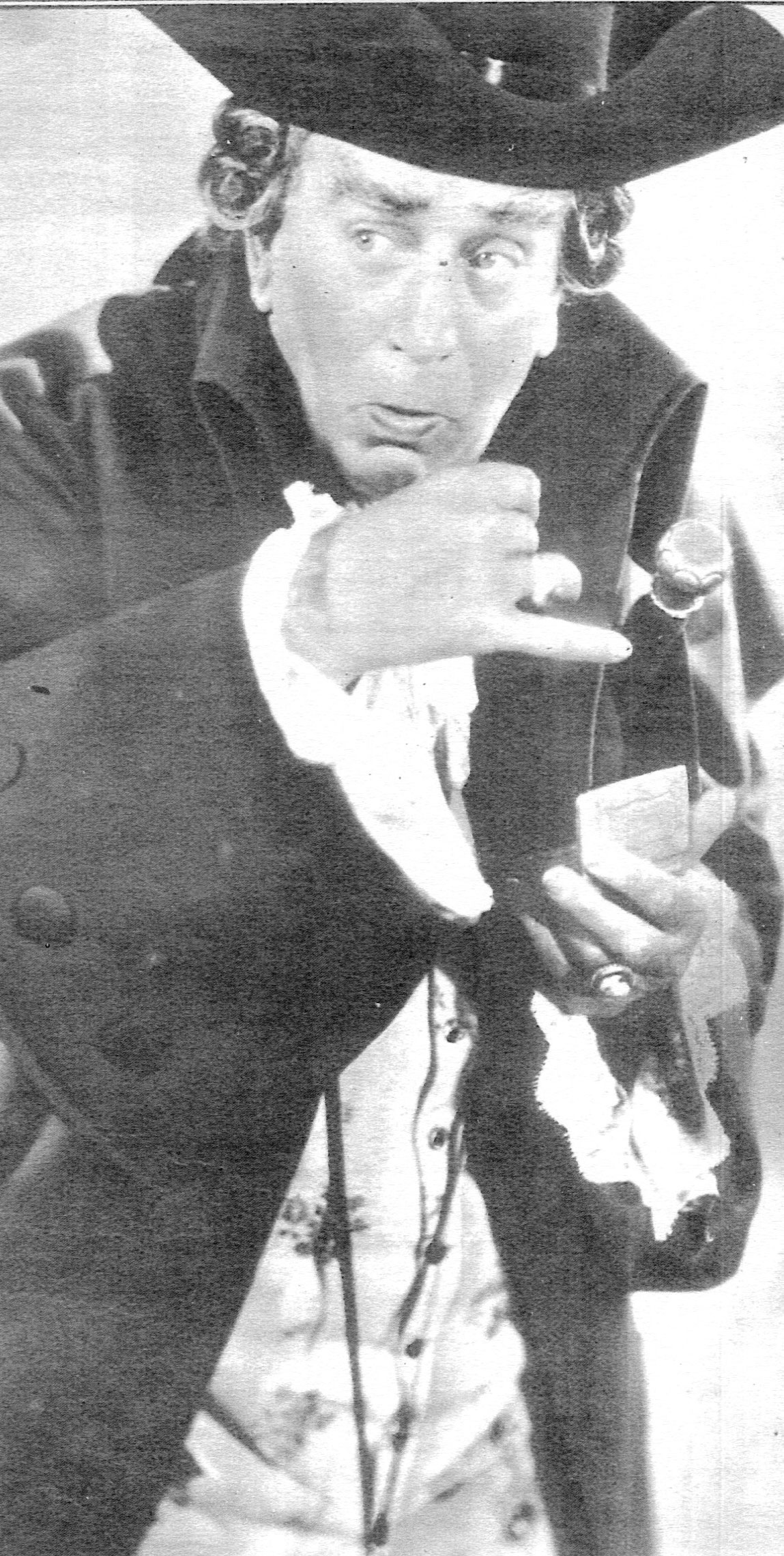
Armando Falconi, come è apparso nel film, di cui è stato il protagonista

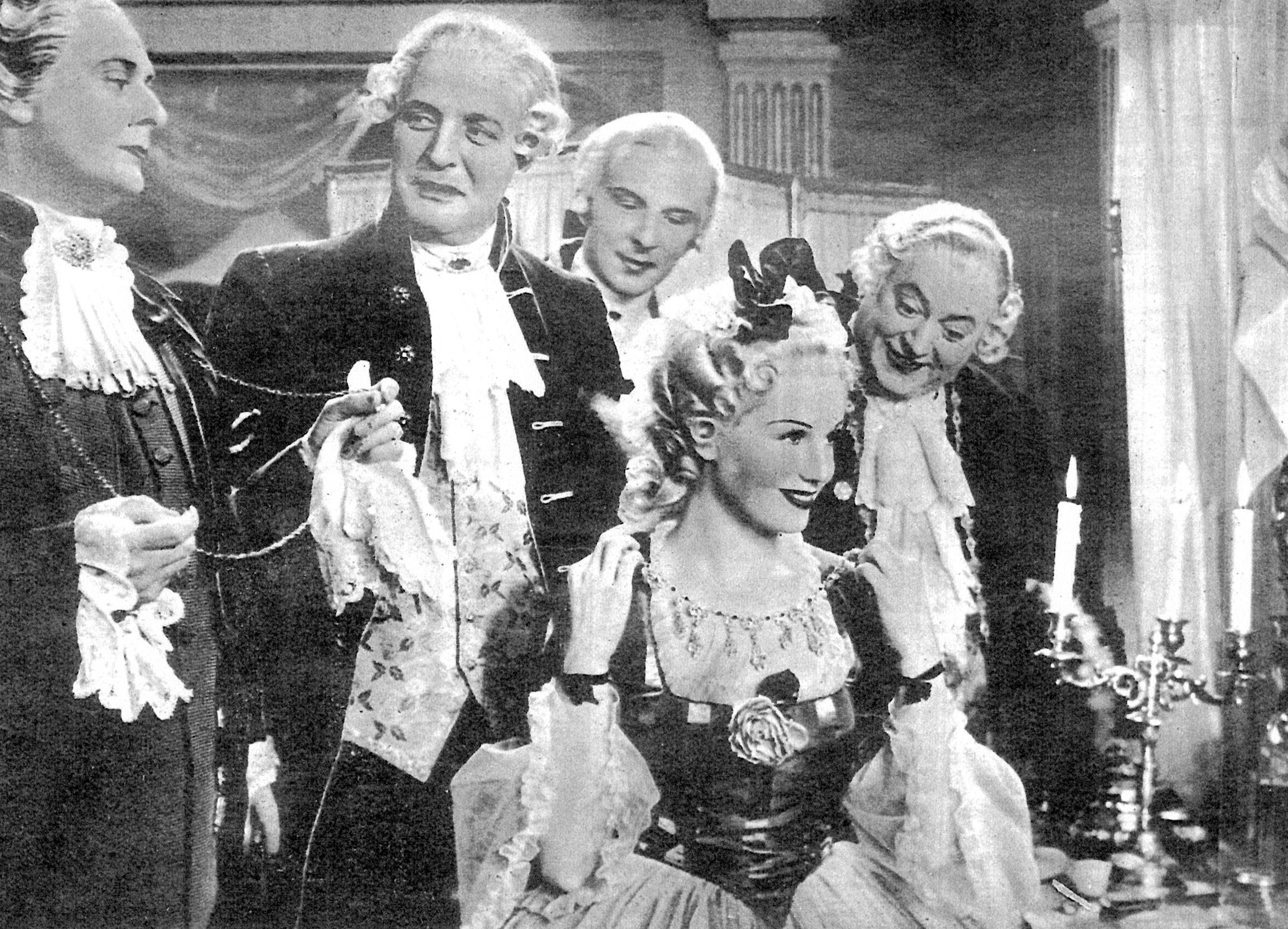
La scaltra Norina, interpretata da Laura Solari, circondata dai cicisbei

### Soggetto e sceneggiatura
Il film è tratto molto liberamente dalla omonima opera buffa musicata da Donizetti, su un libretto di Michele Accursi, pseudonimo di Giovanni Ruffini. Nonostante tale origine, non si tratta di un film musicale, in quanto gli interpreti in esso non cantano e la musica del compositore bergamasco è presente, ma solo come colonna sonora, grazie all'adattamento di Alessandro Cicognini. Si tratta quindi di un film brillante, nel quale sono stati inseriti anche episodi aggiuntivi rispetto alla vicenda originale.
Da segnalare la presenza tra gli sceneggiatori, a fianco del regista e di Alessandro De Stefani (che curò in particolare i dialoghi), dei due futuri registi Gianni Puccini e Giuseppe De Santis, al tempo esponenti di una corrente di critica cinematografica che, riunita attorno alla rivista Cinema, propugnava un rinnovamento della cinematografia italiana. Un impegno che due anni dopo porterà questi stessi autori ad affiancare Visconti nella realizzazione di Ossessione, in cui si ritroverà come interprete anche Elio Marcuzzo, qui aiuto regista.

### Produzione
Don Pasquale fu la prima produzione della “Nazionalcine”, una società che si era costituita poco prima, nel giugno del 1940, e della quale Mastrocinque aveva assunto la direzione artistica, mentre per il finanziatore Giovanni Adessi, un imprenditore agricolo, si trattava della prima attività cinematografica. Le riprese iniziarono nei teatri di posa di Cinecittà il 1º luglio 1940 e la lavorazione fu abbastanza rapida, dato che il film veniva segnalato come in fase di montaggio già nella prima metà del mese di agosto di quell'anno. Gli esterni furono realizzati a Roma, in Piazza Navona, Campo de' Fiori e Villa Sciarra ed in alcune altre ville storiche nei dintorni della città.
Il film venne inserito nella selezione italiana per la Mostra di Venezia, che nel 1940, a causa del periodo bellico, lasciò il tradizionale scenario del Lido per svolgersi, molto meno sfarzosamente, in una sala vicino a Piazza San Marco. Esso venne presentato nel pomeriggio del 7 settembre 1940, ancora prima di aver ottenuto il visto di censura, che infatti è datato (numero 31.107) 14 settembre 1940.

## Accoglienza

### Successo a Venezia
In occasione della sua prima uscita a Venezia il film incontrò molti apprezzamenti dalla critica, che lodò, in particolare, lo sforzo di Mastrocinque e dei suoi collaboratori di evitare «la comoda soluzione del film musicale». Tra coloro che si espressero favorevolmente sul film anche il futuro regista Michelangelo Antonioni: «Con pulita ed educata regia Mastrocinque sfrutta in Don Pasquale tutto il fascino del bisbetico personaggio e della musica donizettiana. La quale nondimeno entra nel lavoro come puro e semplice commento, avendo i riduttori assennatamente evitato l'indegno compromesso (indegno per il cinema e per la musica) che sono i film cosiddetti musicali.».
Il favore del pubblico veneziano fu registrato dal Corriere della sera che raccontò di «un netto a calorosissimo successo: applausi alla fine del primo tempo, innumerevoli risate a scena aperta, tre o quattro ovazioni alla fine all'indirizzo degli interpreti, del regista e soprattutto di Falconi», mentre altri commentatori manifestarono apprezzamento per la scenografia: «Alcuni esterni in città ed in campagna - scrisse Film - sono così naturalmente ambientati ed opportunamente scelti che sembrano antiche stampe del Piranesi».

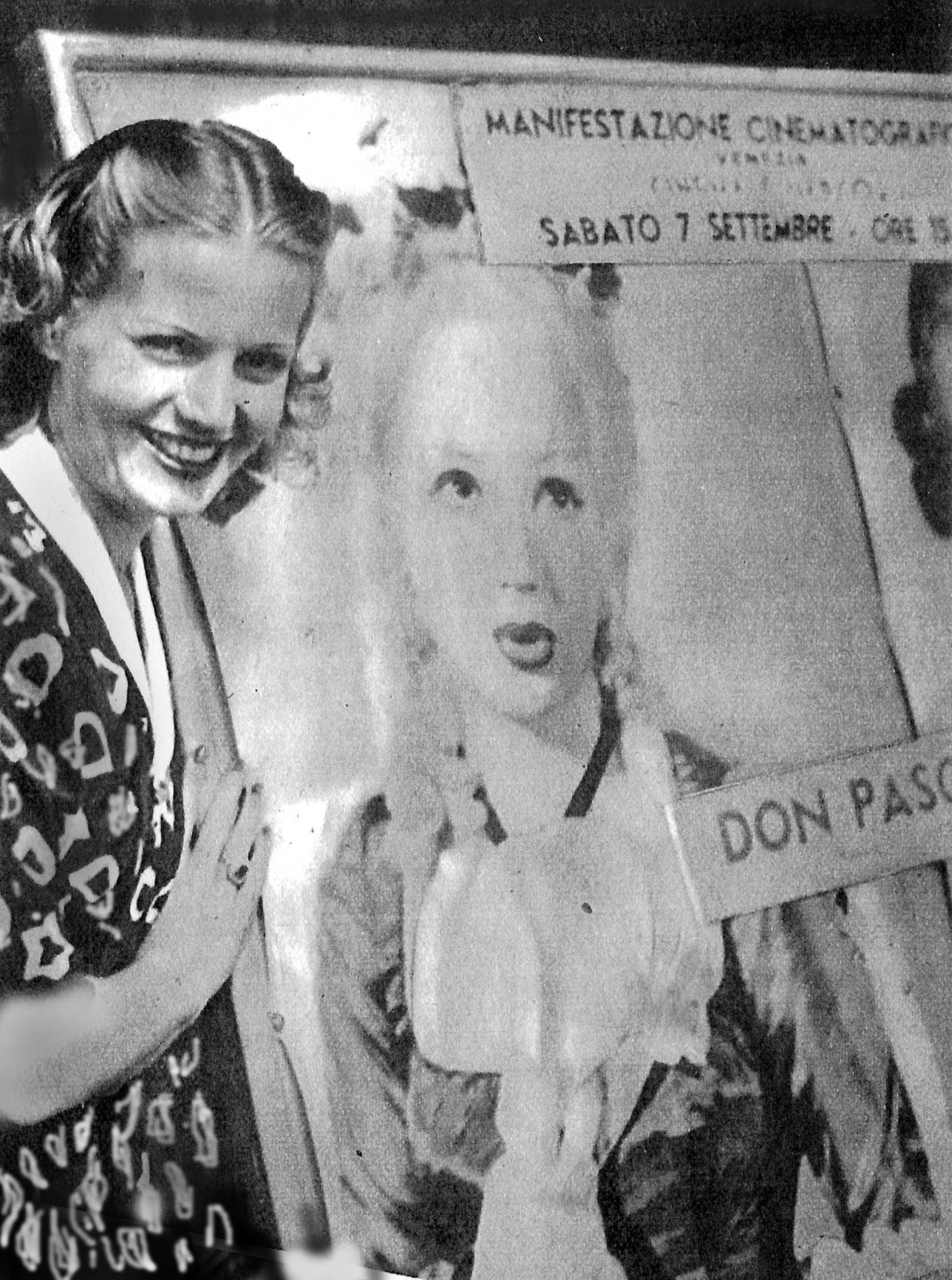
Settembre 1940, Venezia: l'attrice Laura Solari davanti ad un cartellone che annuncia la "prima" del film, di cui è protagonista, alla Mostra del cinema

### Commenti successivi
Dopo l'esordio a Venezia, il film iniziò a circolare nelle sale a partire dalla metà di novembre 1940, confermando i giudizi precedenti. «Fila che è un piacere - scrisse La Tribuna - riuscendo a divertire un pubblico moderno anche coi ferrivecchi della commedia classica». Tra i commenti positivi anche quello dello scrittore Ennio Flaiano, che dopo aver assistito alla "prima" romana del film, pur rilevando come i costumi fossero approssimativi, lo giudicò «agile, scorrevole e melodioso; Mastrocinque sembra aver avuto dei momenti felici ed ha condotto avanti l'avventura con piglio originale e denso di avvenimenti».
Qualche riserva fu espressa da Adolfo Franci: «In un film impostato su un personaggio comico di quella forza, l'invadenza di Falconi è tale e la sua figura prende così largo campo che lo spettatore finisce per seguire lui e lui soltanto. Questo è un po' il difetto del film: puntare soprattutto su un personaggio e su un ritratto (...) che turba suo malgrado le proporzioni del racconto». L'anno successivo, analizzando la produzione cinematografica italiana del 1940, Cinema giudicò il Don Pasquale il miglior film di tipo musicale dell'intera annata.
Don Pasquale ebbe un buon successo anche all'estero, in particolare in Germania, dove circolò a partire dal gennaio del 1941 e fece conoscere in quel paese Laura Solari che, grazie anche alla sua ottima conoscenza della lingua tedesca, fu scritturata per alcuni film prodotti nel 1941 e 1942 dalla UFA.

### Risultato economico
Alle critiche positive non corrispose per il Don Pasquale un significativo risultato economico. In base ai dati disponibili, risulta infatti che il film di Mastrocinque non superò il milione di lire (dell'epoca) di incasso. Per fare un paragone, il film che, in base agli stessi dati, incassò di più nel periodo fu il propagandistico Assedio dell'Alcazar di Genina - anch'esso presentato a Venezia - che superò i 7 milioni, seguito, a grande distanza da Maddalena... zero in condotta di De Sica con poco più di 3 milioni.